# Matchless
La Matchless era una delle più antiche case motociclistiche britanniche. La sede della società e il luogo di produzione erano a Plumstead (Londra). L'azienda fu attiva tra il 1899 e il 1966, quando la produzione di motociclette con questo marchio venne interrotta.

## Storia
La prima moto fu realizzata dalla Matchless nel 1899 e la produzione vera e propria iniziò nel 1901. Inizialmente venivano vendute con questo marchio le moto prodotte dalla Collier & Sons, società costituita da H.H. Collier e dai figli Henry e Charlie. Come marchio venne scelta una M alata. Come molte altre case motociclistiche inizialmente la ditta produceva biciclette.
Nel 1905 venne presentato un modello di motocicletta dotato di motore bicilindrico a V di produzione JAP dotato di uno dei primi sistemi di sospensione dotato di forcellone oscillante e di forcelle. Nel 1907, 1909 e 1910 al TT la Matchless conquistò, guidata da Charlie e Harry Collier, diverse vittorie che portarono il marchio alla ribalta. La produzione iniziale era concentrata su moto dotate di motore monocilindrico e in seguito passò alla realizzazione di modelli dotati di motore bicilindrico a V di 496 e 998 cm³. Il primo motore Matchless venne realizzato nel 1912.
Durante la prima guerra mondiale la Matchless non ottenne contratti di fornitura e pertanto questa attività venne sospesa per riprendere nel 1919 con la produzione di un motore bicilindrico a V da utilizzare sui sidecar. La produzione di moto vere e proprie riprese solo nel 1923.
Nel 1926 H.H. Collier morì e nel 1928 la società si trasformò in una limited. Il 1930 vide la presentazione di un motore bicilindrico a V ad angolo stretto di 400 cm³. Questo motore, denominato Silver Arrow, era stato progettato da Charlie Collier. L'anno successivo venne lanciato un inedito motore V4 da 593 cm³, per l'epoca molto avanzato, progettato da Bert Collier che venne designato Silver Hawk. Bert era il fratello più piccolo dei Collier e non aveva un ruolo attivo nella società. Nello stesso anno venne acquistata la AJS. Verso la fine del decennio entrò nell'orbita Matchless anche la Sunbeam, che però fu rivenduta alla BSA nel 1943.
Nel 1938 venne fondata la AMC (Associated Motor Cycle), società nella quale confluirono i marchi AJS e Matchless. Successivamente si aggiungeranno oltre ad altri marchi anche la Norton.
Nel 1941 la ditta introdusse un'innovativa forcella telescopica anteriore, detta Teledraulic (ispirata a quella delle BMW). Durante la seconda guerra mondiale la ditta produsse 80.000 moto, prevalentemente modelli G3 e G3L (entrambe 350 monocilindriche a valvole in testa), per le forze armate. La G3L era dotata della forcella Teledraulic.

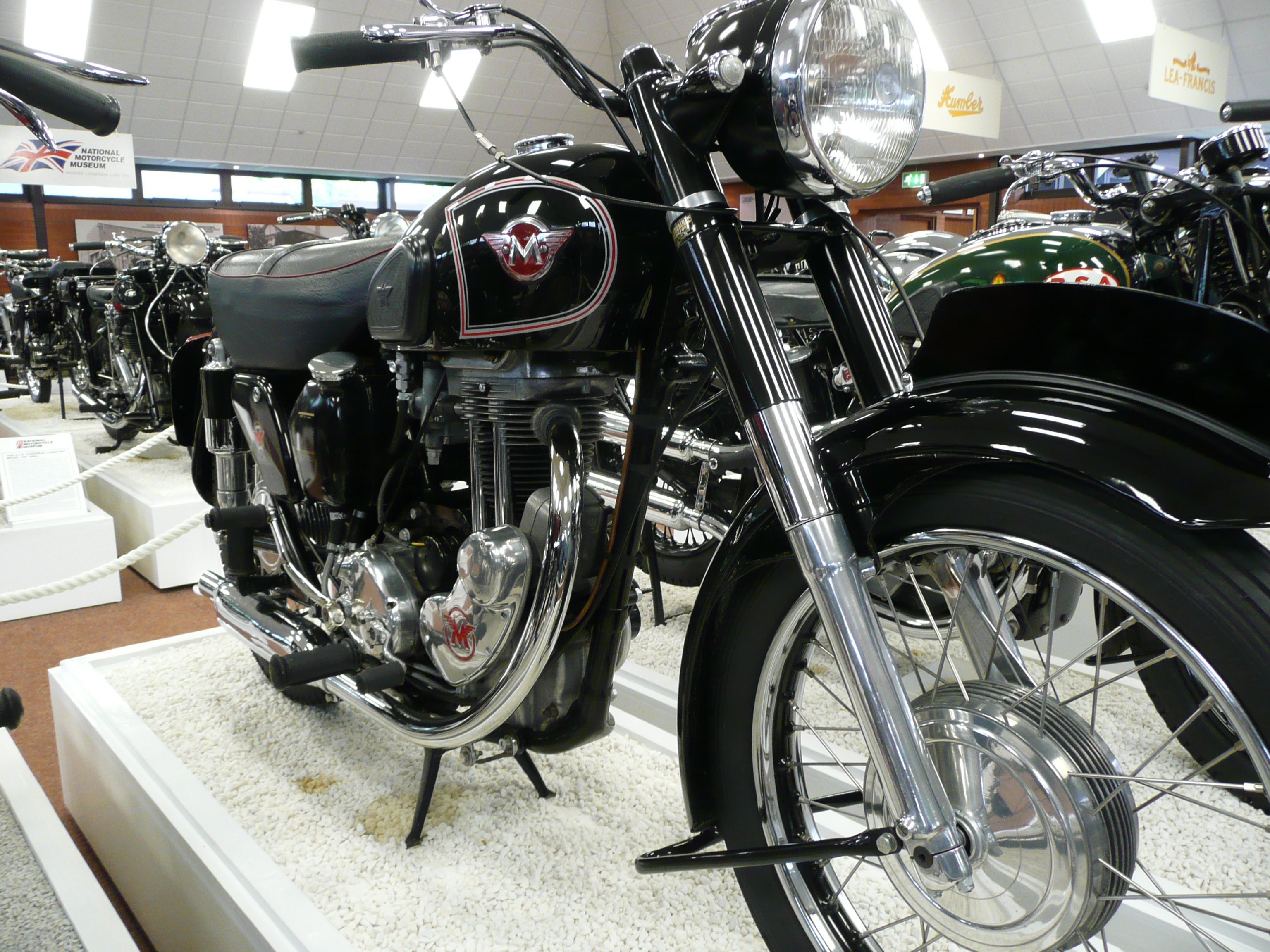
La Matchless "G3 LS" 350 del 1955

Nel 1956 la gamma era articolata su otto modelli che furono ridotti a quattro nel 1965. Le prime moto prodotte dopo la fine delle ostilità furono una 350 cm³, venduta sia con il marchio AJS che Matchless, e la 500 cm³ monocilindrica Matchless G80. Quest'ultima era uno sviluppo della G3 prodotta per le forze armate. Nel 1948 iniziò la produzione di modelli da competizione, sempre dotati del monocilindrico, che portarono alla ditta numerosi allori. Il primo motore bicilindrico parallelo venne prodotto nel 1949, sul modello G9. Utilizzato anche sulle AJS aveva una cilindrata di 500 cm³ che salì a 600 nel 1959 e a 650 tre anni dopo.
Nelle competizioni del 1952 la Matchless presentò la G45. Il suo motore derivava dal "G9" 500 cm³, potenziato (con testate che si rifacevano a quelle della AJS 7R) e inserito nel telaio della 7R. La prima uscita di questa moto avvenne al Salone di Londra, a Earls Court, nel novembre '52, poco dopo aver vinto il Manx Grand Prix. La produzione in serie per i piloti privati iniziò dal 1953, ma non ebbe la competitività sperata.

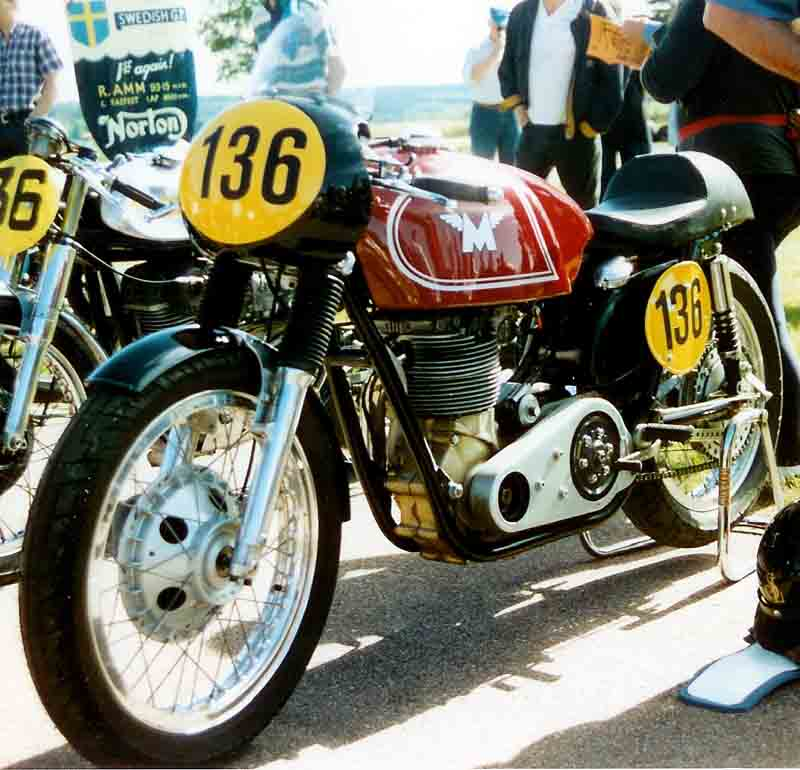
Una "G50" del 1958

Nel 1958 venne introdotta nella gamma Matchless una moto da 250 cm³ con motore monocilindrico (siglata G2 se marchiata Matchless e Model 14 se AJS). Dato lo scarso successo della G45, questa venne rimpiazzata dalla G50, spinta da un monocilindrico monoalbero di 500 cm³ derivato da quello della AJS 7R. La G50 ebbe decisamente più fortuna nelle competizioni della sua antenata, riuscendo a soppiantare la Norton Manx dal ruolo di miglior monocilindrica destinata ai piloti privati: tra i piloti che la portarono in gara si ricordano Alan Shepherd (secondo nella classifica finale della 500 nel 1962 e nel 1963), Jack Findlay (terzo nel 1966 e secondo nel 1968), Phil Read (terzo nel 1964) e molti altri.
L'avvento degli anni sessanta portò ad un netto peggioramento dei conti della Matchless. Nel 1961 la società accusò la perdita di oltre 350.000 sterline dell'epoca. Per reagire a questa situazione venne chiuso lo stabilimento Norton di Birmingham nel 1962 e si unificò la produzione delle moto Norton e Matchless. Venne deciso di puntare sul marchio Norton per le moto bicilindriche e sui marchi Matchless e AJS per quelle monocilindriche. La strategia però non ebbe successo e poco dopo lo stabilimento cessò la produzione. Venne introdotto anche il modello G15 750, uno sviluppo del precedente G12 650, che presentava miglioramenti al sistema di lubrificazione, al telaio e alle sospensioni. La G15 veniva prodotta in tre versioni con il marchio Matchless, G15 Mk.2 - G15GS - G15CSR. Era inoltre venduta come Model 33 dalla AJS e come N15CS dalla Norton. Questo modello rimase in produzione dal 1963 al 1969. Venne anche esportata, a partire dal 1965, fuori dai confini del Regno Unito.
Altro modello Matchless, la G85CS, era dotata di un motore da 500 cm³ (quello della G50 leggermente depotenziato) con un rapporto di compressione 12:1. La pompa dell'olio era ora di produzione Norton che sostituiva il modello precedente che risaliva agli anni venti. Venne realizzato un nuovo sistema di lubrificazione che migliorava la circolazione dell'olio a livello del pistone e della biella. Il carburatore era un Amal GP di serie e la potenza era di 41 CV a 6500 giri al minuto. La G85 venne presentata nel 1966, una sua caratteristica era la difficoltà di avviamento dovuta in parte all'elevato rapporto di compressione e alla mancanza, come quasi tutte le moto dell'epoca, dell'avviamento elettrico.
L'ultimo modello di moto realizzato dalla AMC fu la P11 750. Utilizzava il telaio modificato della G85CS sul quale era stato montata una forcella di dimensioni più generose oltre a modifiche alla trasmissione primaria e al sistema di lubrificazione. La moto alla fine però si rivelò piuttosto costosa.
In generale le moto della Matchless si rivelarono comode, affidabili, maneggevoli, ed economiche. Queste qualità però non furono sufficienti per mantenere un sufficiente livello di vendite. La situazione peggiorò e nel 1966 la AMC dichiarò bancarotta. Venne allora acquistata dalla Manganes-Bronze che formò un nuovo gruppo che prese il nome di Norton-Villiers. Di questo gruppo l'unico marchio che produceva utili era la Norton. Nel 1967 iniziò la produzione della P11 la cui gamma alla fine comprese quattro modelli ed era disponibile sia con marchio Norton che Matchless. Nel 1968 venne presentata la P11A e la P11A Ranger. Nel 1969 al modello P11A Ranger si aggiunse la P11 Ranger 750. Nel 1968 venne interrotta la produzione della G15 i cui ultimi modelli prodotti furono venduti anche nel 1969. Nella tarda primavera dello stesso anno si concluse la produzione anche della P11.

## Les Harris
Nel 1987 Les Harris (già noto per la produzione su licenza della Triumph Bonneville) fece rinascere il marchio Matchless. La G80 (il nome riprendeva quello della monocilindrica prodotta dalla "vecchia" Matchless) utilizzava un motore Rotax monocilindrico monoalbero ed era dotata di freno a disco sulla ruota anteriore. Erano disponibili come optional il doppio disco anteriore e l'avviamento elettrico.